# Liste der Flüsse in Irland
Die Liste von Flüssen in Irland enthält die längsten Fließgewässer sowohl in der  Republik Irland als auch in Nordirland. Aufgeführt sind der  Name des Flusses in Englisch, der Name in Irisch, die von ihm durchflossenen Countys, die jeweilige Länge sowie zusätzliche Anmerkungen.
| Fluss                | Irischer Name                            | Countys                                                                                           | Länge (km) | Bemerkung                                    |
| -------------------- | ---------------------------------------- | ------------------------------------------------------------------------------------------------- | ---------- | -------------------------------------------- |
| Shannon              | An tSionainn                             | Cavan, Leitrim, Roscommon, Longford, Westmeath, Galway, Offaly, Tipperary, Clare, Limerick, Kerry | 360        | einschließlich Mündungsgebiet                |
| Barrow               | An Bhearú                                | Laois, Kildare, Kilkenny, Carlow, Wexford, Waterford                                              | 192        |                                              |
| Suir                 | An tSiúir                                | Tipperary, Waterford, Kilkenny, Wexford                                                           | 184        |                                              |
| Blackwater (Munster) | An Abhainn Mhór                          | Kerry, Cork, Waterford                                                                            | 168        |                                              |
| Bann                 | An Bhanna                                | Down, Armagh, Antrim, Londonderry                                                                 | 168        | einschließlich Durchfluss durch Lough Neagh  |
| Nore                 | An Fheoir                                | Tipperary, Laois, Kilkenny                                                                        | 140        |                                              |
| Suck                 | An tSuca                                 | Roscommon, Galway                                                                                 | 133        |                                              |
| Liffey               | An Life                                  | Wicklow, Kildare, Dublin                                                                          | 132        |                                              |
| Erne                 | Abhainn na hÉirne                        | Cavan, Fermanagh, Donegal                                                                         | 129        |                                              |
| Foyle                | An Feabhal                               | Tyrone, Londonderry, Donegal                                                                      | 129        | mit den Flüssen Mourne, Strule und Camowen   |
| Slaney               | Abhainn na Sláine                        | Wicklow, Carlow, Wexford                                                                          | 117        |                                              |
| Boyne                | An Bhóinn                                | Kildare, Offaly, Meath, Louth                                                                     | 113        |                                              |
| Moy                  | Abhainn na Muaidhe                       | Sligo, Mayo                                                                                       | 101        |                                              |
| Clare / Corrib       | Abhainn an Chláir / Abhainn na Gaillimhe | Mayo, Roscommon, Galway                                                                           | 93         |                                              |
| Blackwater (Ulster)  | An Abhainn Mhór                          | Tyrone, Monaghan, Armagh                                                                          | 92         | fließt in den Bann                           |
| Inny (Leinster)      | An Eithne                                | Cavan, Longford, Westmeath                                                                        | 89         | fließt in den Shannon                        |
| Lee                  | An Laoi                                  | Cork                                                                                              | 89         |                                              |
| Lagan                | An Lagáin                                | Down, Antrim                                                                                      | 86         |                                              |
| Brosna               | An Bhrosnach                             | Westmeath, Offaly                                                                                 | 79         | fließt in den Shannon                        |
| Laune                | An Leamhain                              | Kerry                                                                                             | 76         | einschließlich Flesk und Lough Leane         |
| Feale                | An Fhéil                                 | Cork, Limerick, Kerry                                                                             | 76         | fließt in den Shannon                        |
| Bandon               | Abhainn na Bandan                        | Cork                                                                                              | 72         |                                              |
| Blackwater (Meath)   | An Abhainn Dubh                          | Cavan, Meath                                                                                      | 68         | fließt in den Boyne                          |
| Annalee              | Abhainn na hEoghancha                    | Monaghan, Cavan                                                                                   | 67         | fließt in den Erne                           |
| Bride                | An Bhríd                                 | Cork, Waterford                                                                                   | 64         | fließt in den Munster Blackwater             |
| Boyle                | An Bhúill                                | Mayo, Sligo, Roscommon                                                                            | 64         | einschließlich Lung, fließt in den Shannon   |
| Deel                 | An Daoil                                 | Cork, Limerick                                                                                    | 63         | fließt in den Shannon                        |
| Robe                 | Abhainn an Róba                          | Mayo                                                                                              | 63         | fließt in den Corrib                         |
| Finn                 | Abhainn na Finne                         | Donegal, Tyrone                                                                                   | 63         | fließt in den Foyle                          |
| Maigue               | An Mháigh                                | Cork, Limerick                                                                                    | 63         | fließt in den Shannon                        |
| Fane                 | Abhainn Átha Féan                        | Monaghan, Armagh, Louth                                                                           | 61         |                                              |
| Ballisodare          | Abhainn Bhaile Easa Dara                 | Sligo                                                                                             | 61         |                                              |
| Dee                  | An Níth                                  | Cavan, Meath, Louth                                                                               | 60         |                                              |
| Fergus               | An Forghas                               | Clare                                                                                             | 58         | fließt in den Shannon                        |
| Little Brosna        | An Bhrosnach Bheag                       | Offaly, Tipperary                                                                                 | 58         | fließt in den Shannon                        |
| Mulkear              | An Mhaoilchearn                          | Tipperary, Limerick                                                                               | 56         | einschließlich Bilboa, fließt in den Shannon |
| Glyde                | An Casán                                 | Cavan, Meath, Louth                                                                               | 56         |                                              |